# Dąbrowa (powiat pabianicki)
Dąbrowa – wieś w Polsce położona w województwie łódzkim, w powiecie pabianickim, w gminie Dłutów. We wsi Dąbrowa liczba mieszkańców wynosi 271.
W latach 1975–1998 miejscowość należała administracyjnie do województwa piotrkowskiego.